# Peribatodes khenchelae
Peribatodes khenchelae är en fjärilsart som beskrevs av Eugen Wehrli 1943. Peribatodes khenchelae ingår i släktet Peribatodes och familjen mätare. Inga underarter finns listade i Catalogue of Life.